# Arschbombe
Als Arschbombe, auch Paketsprung genannt, bezeichnet man einen Sprung ins Wasser, wobei der Springer in der Regel das Wasser zuerst mit dem Gesäß berührt. Als Sportart wird die Technik Splashdiving genannt.

## Beschreibung
Diese Sprungart verteilt den Impuls des Springers beim Eindringen auf eine möglichst große Oberfläche, sodass ein Großteil der kinetischen Energie durch Wasserverdrängung abgegeben wird. Damit spritzt das Wasser wesentlich weiter und höher als bei anderen Sprüngen und die Eintauchtiefe des Springers wird minimiert. Bei Sprüngen vom 10-Meter-Turm und einer dementsprechenden Geschwindigkeit von etwas über 50 km/h wird ein Springer mit dieser Technik innerhalb von nur etwa 1,5 Metern vollständig abgebremst. Die Beliebtheit dieser Sprungtechnik bei Kindern und Jugendlichen erklärt sich aus den Aufmerksamkeits- und Verblüffungseffekten, die sich damit bei den anderen Schwimmbad-Besuchern erzielen lassen. Der Aufprall auf die Wasseroberfläche erzeugt ein lautes Klatschgeräusch, und durch die Wahl eines schrägen Aufprallwinkels kann man die Richtung des aufspritzenden Wassers lenken. Dieser akustische Effekt wird verstärkt durch den visuellen Effekt des aufspritzenden Wassers.
Der Paketsprung ist für das Verhältnis von Schmerzintensität zu Eintauchtiefe die vorteilhafteste Sprungtechnik, trotzdem empfiehlt die Deutsche Lebens-Rettungs-Gesellschaft (DLRG), niemals in unbekannte Gewässer zu springen. Trotz der Ähnlichkeit ist der „Paketsprung“ von der „Arschbombe“ zu unterscheiden, da bei ersterem nicht abgesprungen wird, um für eine geringe Eintauchtiefe keine weitere Energie zuzuführen. Die Beine treffen zuerst auf der Wasseroberfläche auf, wenn sich der Springer langsam auf die Wasseroberfläche fallen lässt. Trifft er auf die Wasseroberfläche, wird das „Paket“ durch Ausbreiten von Armen und Beinen schnell geöffnet. So kann die Eintauchtiefe entscheidend verringert werden.

## Splashdiving

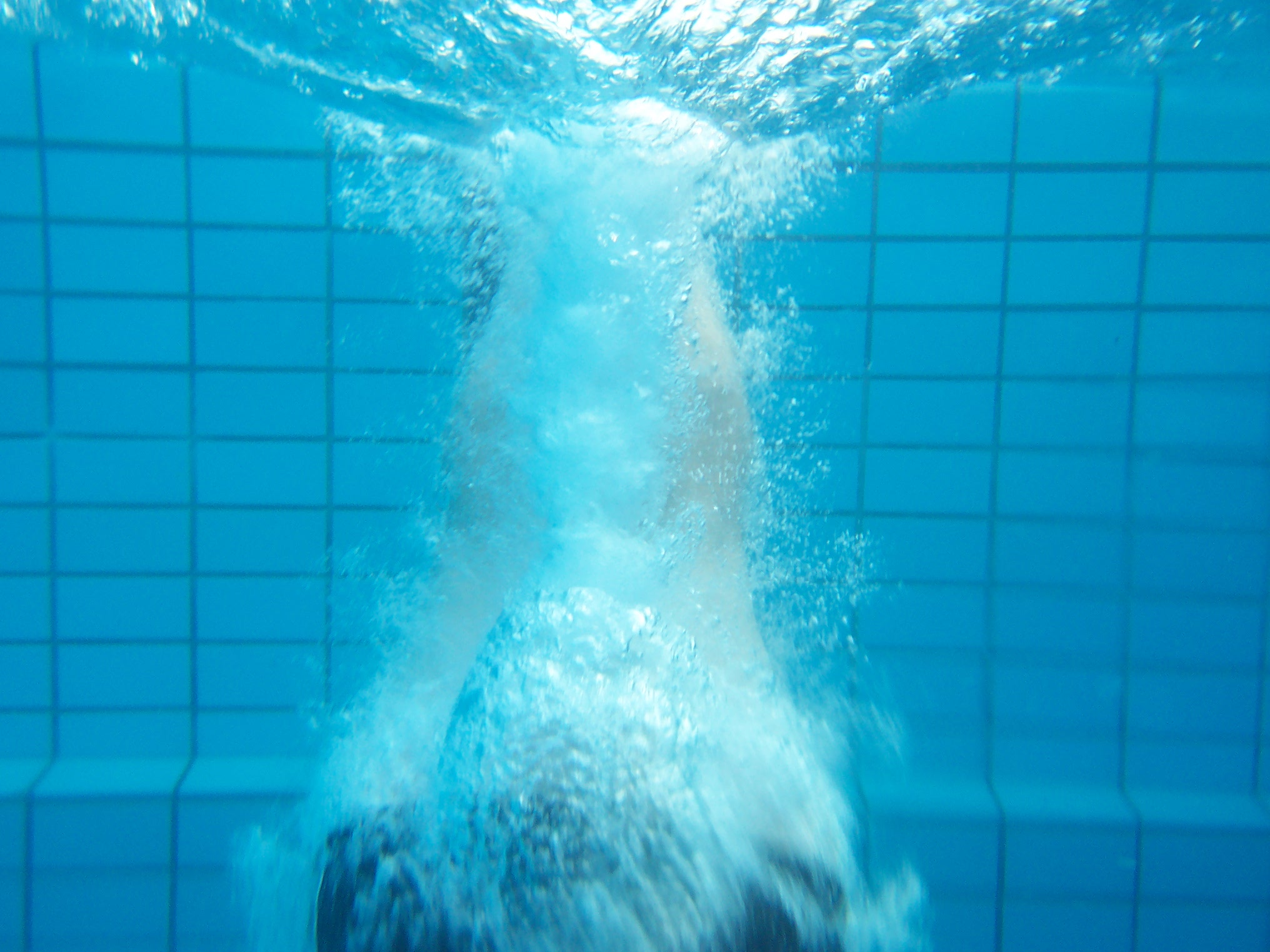
Splashdiver beim Eintauchen ins Wasser

Splashdiving als Sportart umfasst alle Sprünge ins Wasser eines Schwimmbeckens, bei denen man das Wasser zuerst mit dem Gesäß berührt. Die Herkunft wurde bereits aus der Zeit des 18. Jahrhunderts in Hawaii nachgewiesen. Unter dem Namen Lele Pahu (deutsch etwa wie eine Trommel tauchen) war es das Ziel dieser Wettbewerbe, beim Aufprall möglichst viel Wasser hochzuspritzen. Im Gegensatz dazu stand auf Hawaii der Lele Kawa, bei dem möglichst wenig Wasser spritzt. In neuerer Zeit zu nennen sind:
- Die Splashdiving-Weltmeisterschaften sind ein internationaler Wettkampf mit dem Ziel, den Weltmeister im Freistil-Bombenspringen vom 10-Meter-Turm zu ermitteln. Die Wettkämpfe unterscheiden sich vom Vorläufer Arschbombe – Die Weltmeisterschaft im Wettkampfablauf wie auch dem Regelwerk und werden einem internationalen Anspruch gerecht.

- Die „World of Records“ sind internationale Wettkämpfe oder Wetten aus allen Höhen, bei denen neue und bestehende Rekorde im Bombenspringen schriftlich festgehalten und veröffentlicht werden. Sie sind ohne Altersbeschränkung. Die Wettkämpfe enthalten beispielsweise Dauerbombenspringen, Fontänenhöhe und Lautstärkenspringen.

- Der „Sportclub Bombing Bounce“ ist ein internationaler Sportclub, bei dem die Mitglieder Prüfungen ablegen können und dafür ein Abzeichen erhalten, Trainingslager besuchen können oder den Einstieg in die Splashdiving-Welt erleichtern.

### Splashdiving-Meisterschaften

#### Pecklaman CUP 2003 in Bayreuth

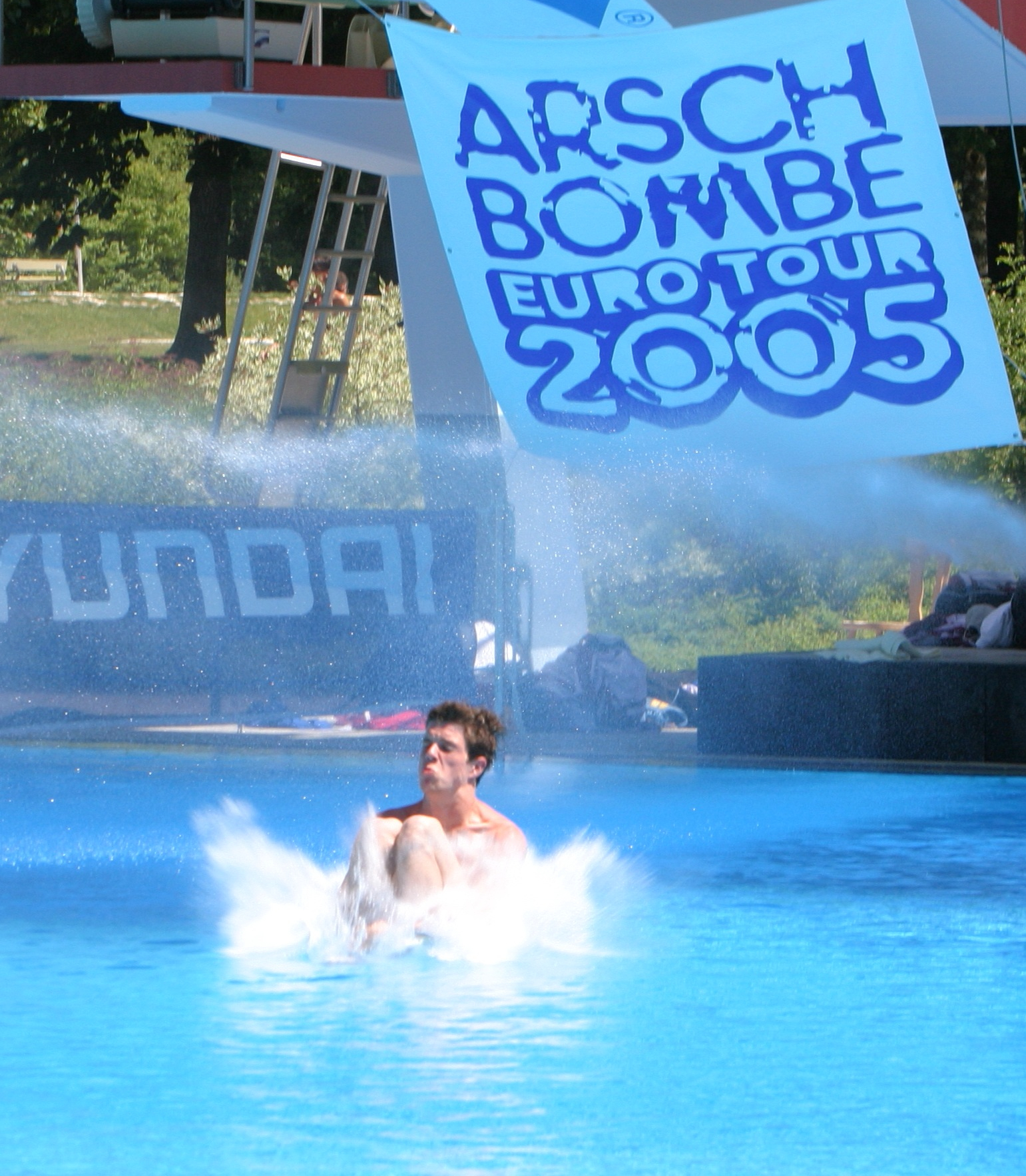
Springer bei der Arschbombe-Meisterschaft 2005.

Im August 2003 fand in Bayreuth der Pecklaman CUP (Peckla ist im fränkischen ein Päckchen) statt. Diesen Wettkampf kann man als die Geburtsstunde der Sportart bezeichnen. Alle darauf folgenden Wettkämpfe wie Arschbombe wurden nach diesem erfolgreichen Wettkampfmuster durchgeführt.
Pecklaman CUP Gewinner wurde Michael Schmidt (Deutschland).

#### Arschbombe 2004 in Bayreuth
Die Veranstaltung Arschbombe gibt es seit 2004. Sie besteht aus drei Durchgängen vom 10-Meter-Turm. Im ersten Durchgang ist die Arschbombe als Sprung Pflicht. Im zweiten Durchgang kann dann ein Pflichtsprung gezeigt werden, der immer noch in seinem Schwierigkeitsgrad begrenzt ist. Im letzten Durchgang kann der Springer dann auf einen Sprung ohne Schwierigkeitsgradbegrenzung zugreifen. Vom 13. bis 15. August 2004 fand die erste Arschbomben-Weltmeisterschaft in Bayreuth statt.
- Weltmeister bei den Herren wurde Christian Guth (Deutschland).
- Weltmeister bei den Damen wurde Mona Hoffmann (Deutschland).

#### Arschbombe 2005 in Heilbronn
Vom 4. bis 5. September 2005 fand in Heilbronn die zweite und letzte Arschbombe-Veranstaltung statt.
- Weltmeister bei den Herren wurde Simon Gfeller (Schweiz).
- Weltmeister bei den Damen wurde Natascha Fuchs (Deutschland).
- Weltmeister im Synchron wurde Philipp Haas und Florian Spiske (Deutschland).
- Weltmeister in der Mannschaftswertung wurde Deutschland.

#### WM 2006 in Dillingen
Vom 11. bis 13. August 2006 fand in Dillingen die 1. Splashdiving Weltmeisterschaft statt. Erstmals wurde die neue Sportart vorgestellt und die Weltmeister ermittelt.
- Weltmeister bei den Herren im Einzelspringen wurde Christian Guth mit 1.568,8 Punkten.
- Weltmeisterin bei den Damen im Einzelspringen wurde Sarah Hidlmayer mit 752,8 Punkten.
- Weltmeister in Synchronspringen bei den Herren wurden Kevin Jung und Christian Spurk mit 468,9 Punkten.
- Weltmeisterinnen im Synchronspringen bei den Damen wurden Sarah Hidlmayer und Jenny Netsch mit 195,5 Punkten.
- Weltmeister bei den Junioren Jungs wurde Marlon von Hof mit 443,1 Punkten.
- Weltmeisterin bei den Junioren Mädels wurde Lisa Lehnhof mit 322,9 Punkten.

#### WM 2007 in Hamburg
Vom 27. bis 29. Juli 2007 fand im Kaifu-Bad in Hamburg die 2. Splashdiving Weltmeisterschaft statt.
- Weltmeister bei den Herren im Einzelspringen wurde Christian Guth mit 841,1 Punkten.
- Weltmeisterin bei den Damen im Einzelspringen wurde Sarah Hidlmayer mit 466,2 Punkten.
- Weltmeister im Synchronspringen der Herren wurden Kevin Jung und Christoph Lambert mit 316 Punkten.
- Weltmeisterinnen im Synchronspringen bei den Damen wurden Sarah Hidlmayer und Jenny Netsch mit 195,5 Punkten.
- Weltmeister bei den Junioren Jungs wurde Steven Hargarter mit 433,35 Punkten.
- Weltmeisterin bei den Junioren Mädels wurde Sarah Hidlmayer mit 220,4 Punkten.

#### WM 2008 in Nürnberg
Die 3. Splashdiving Weltmeisterschaft 2008 fand vom 15. bis 17. August 2008 in Nürnberg im Stadionbad statt.
- Weltmeister bei den Herren im Einzelspringen wurde Christian Guth mit 872 Punkten.
- Weltmeisterin bei den Damen im Einzelspringen wurde Sarah Hidlmayer mit 470,05 Punkten.
- Weltmeister im Synchronspringen der Herren wurden Christian Guth und Felix Hirt mit 611,45 Punkten.
- Weltmeisterinnen im Synchronspringen bei den Damen wurden Sarah Hidlmayer und Jenny Netsch mit 247,6 Punkten.
- Weltmeister bei den Junioren Jungs wurde Felix Hirt mit 590,9 Punkten.
- Weltmeisterin bei den Junioren Mädels wurde Julia Detampel mit 334,9 Punkten.

#### WM 2009 in Essen
Vom 16. bis 17. Mai 2009 fand die Erste Deutsche Mentos Splashdiving Meisterschaft im Grugabad in Essen statt.